# Marie Samuel Njie
Marie Samuel Njie était une musicienne, une icône culturelle et une chanteuse de Gambie,,.

## Vie et famille
Marie Samuel Njie était une importante chanteuse griot et une icône culturelle en Gambie,. Elle venait d'une famille qui avait produit plusieurs grands chanteurs griots. Ses chansons étaient accompagnées d'un xalam, d'une « calebasse » et d'un sabar, et portaient principalement sur des questions sociales et politiques, ainsi que sur la vie quotidienne,.
Elle divertissait régulièrement la haute société de « Bathurst » (aujourd'hui Banjul). Elle a également été active dans les années 1950 au sein du Parti démocratique gambien ( « Democratic Party » ( en )) et du Parti uni ( « United Party » ( en )) de Pierre Sarr N'Jie,.
Son fils Pap Touray ou Paps Touray (c. 1944 - 19 mai 2007) était également un musicien à succès des années 1960 et un ancien mentor du chanteur sénégalais Youssou N'Dour. Il a été cofondateur et chanteur des groupes Super Eagles et Ifang Bondi ( de ), ainsi que compositeur,. Son autre fils, Abdoulie Mbye, plus connu sous le nom d'Abdoulie « Efri » Mbye (ou Efri Mbye ou Everybody Mbye, ? - 11 juin 2019) était historien, narrateur et chanteur. Marie Samuel Njie a eu une influence majeure dans la carrière de chanteuse de ses deux enfants. Elle était mariée à Goreh Mbye. Par son père Modou Njie, elle était la deuxième cousine du célèbre historien gambien et panafricaniste Alieu Ebrima Cham Joof via sa grand-mère paternelle Lingeer Ndombuur Joof (grand-tante d'Alieu Ebrima Cham Joof), et membre de la famille royale Diouf du Sine, Saloum et du Baol, ainsi qu'un membre de la famille royale Ndiaye de Jolof. Sa mère Rohey Njie était la fille de Chaby Nyang, sœur de l'aîné gambien du 19e siècle et célèbre exorciste et voyant Biram Camonge Nyang, lui-même parent de Cham Joof,. Bien que connue comme griot, ancestralement, tout comme Youssou N'Dour, elle était de sang royal. Certaines des chanteuses traditionnelles légendaires de sa génération comprenaient feu Sosseh Jange; Yaham Nyang (communément appelé Ya Mundow Nyang ou Yamoundow Nyang); et Ya Mundow Jobe (ou Yamoundow Jobe) épouse du célèbre historien oral et joueur de xalam gambien Dodou Nying Kol Yandeh,,.